# Armata a 16-a (RSFSR)
Armata de Vest (Armata a 16-a) (în limba rusă: Западная Армия) a fost creată pe 15 noiembrie 1918 de RSFS Rusă având scopul înaintării către vest, după ce forțele imperiale germane se retrăgeau, pentru a stabili conducerea sovietelor în Belarus și Ucraina. Înaintarea către vest a Armatei a 16-a avea să ducă la izbucnirea războiului polono-sovietic din 1919-1920.

## Istoric
După semnarea Tratatului de la Brest-Litovsk, noua graniță ruso-germană era controlată din partea rușilor de așa-numita Secțiunea apuseană a trupelor de acoperire (Западный участок отрядов завесы), sau mai simplu Acoperirea vestică.  Aceste trupe erau formate din subunități puțin numeroase și eterogene. Comandantul lor general era Vladimir Egoriev. (Funcția sa oficială era aceea de "conducător militar – военный руководитель", fostele grade militare imperiale fiind abolite. Egoriev fusese general țarist.) Trupele de acoperire, cu un efectiv de 20.000 de oameni, distribuiți în 7 detașamente mari,  erau amplasate pe un front de peste 800 km, pe linia Nevel-Poloțk-Senno-Orșa-Moghilev-Jlobin-Gomel-Novi Oskol. Efectivele amplasate în zonă erau mult sub nivelul nevoilor în cazul unui conflict armat. Mai mult de atât, subunități din zona de frontieră au fost transferate în zonele fierbinți ale fronturilor războiului civil. 
Mai apoi, recrutările pentru completarea efectivelor Armatei Roșii au permis reorganizarea detașamentelor din zona de frontieră în divizii ale armatei regulate, care aveau să fie reunite în noua Regiunea apuseană de apărare –  Западный район обороны. Documentul care a oficializat nașterea noii regiuni militare a fost Ordinul № 3/2 septembrie 1918. Regiunea se extindea de la Petrograd până la marginea frontului sudic și era comandat de Andrei Snesarev. 
La scurtă vreme după anularea Tratatului de la Brest-Litovsk de partea sovietică, Regiunea apuseană de apărare a fost transformată în Armata de Vest pe 15 noiembrie 1918, cu garnizoana principală în Smolensk.  Această armată era formată din Divizia de infanterie lituaniană Pskov, Divizia a 7-a de pușcași Vitebsk și unitățile teritoriale ale celui de-al doilea Front de apărare. Pe la sfârșitul anului 1918, efectivele Armatei a 16-a (de Vest) erau de aproximativ 19.000 de oameni, dotați cu doar 8 tunuri și 261 de cai. În numai câteva luni, efectivele armatei au fost crescute la peste 46.000 de oameni. Marele Stat Major al armatei sovietice a considerat că armata aceasta era cea mai puțin importantă în acea perioadă. 
Imediat după formarea sa pe 17 noiembrie 1918, Armata de Vest și-a început înaintarea fără incidente către apus, în spatele armatelor germane, care se retrăgeau, în direcția Belarusului și Ucrainei. Înaintarea către apus avea ca scop preluarea controlului asupra teritoriului abandonat de trupele germane de ocupație care se retrăgeau din teatrul de operațiuni Ober-Ost. De la un moment dat, Armata sovietică de Vest a intrat în conflict cu diferite grupuri de autoapărare și miliții populare din Bielorusia, Lituania, Polonia și Ucraina. Dintre aceste confruntări, cea mai importantă a fost bătălia de la Bereza Kartuska din 14 februarie, care a fost scânteia care avea să aprindă  conflictul armat cunoscut  mai târziu ca războiul polono-sovietic. 
La 31 decembrie 1920, Armata a 3-a a fost desființată și trupele sale s-au alăturat Armatei a 16-a.